# Juiči Marujama
Juiči Marujama (japonsko 丸山 祐市), japonski nogometaš, * 16. junij 1989, Tokio, Japonska.
Za japonsko reprezentanco je odigral dve uradni tekmi.